# Iekaterina Breixko-Breixkóvskaia
Iekaterína Konstantínovna Breixko-Breixkóvskaia, rus: Екатери́на Константи́новна Бре́шко-Брешко́вская, nascuda Verigo, rus: Вериго, 25 de gener [C.J. 13 de gener] de 1844, Vítsiebsk, Imperi Rus-12 de setembre de 1934, Horní Počernice, prop de Praga, Txecoslovàquia, coneguda habitualment com a Catherine Breshkovsky, fou una revolucionària russa i una de les fundadores i dirigents del Partit Social-Revolucionari, així com de la seva organització de combat. És coneguda com l'«àvia de la Revolució russa».

## Primers anys
Breixkóvskaia, nascuda Verigo (el cognom pel qual se la coneix habitualment és per causa del seu matrimoni) el 1844, va créixer en el si d'una família de l'aristocràcia rural d'esperit liberal a la gubèrnia de Vítebsk. Va tenir un tutor privat que l'ensenyava a casa seva i posteriorment va assistir a un gymnasium femení.
En els primers anys de la dècada de 1860 ja s'havia lliurat a treballar al costat dels camperols a les escoles rurals i en els zemstvos. En la mateixa dècada va contreure matrimoni amb el terratinent N. P. Breixko-Breixkovski, però va abandonar el seu marit el 1873. A causa de la seva activitat política va ser vigilada per la policia.
El 1873, a Kíev, va ingressar a la comuna dels "joves intel·ligents", rus: интеллигентной молодёжи intel·liguentnoi molodoji. Pàvel Akselrod va contribuir al seu acostament al Cercle Txaikovski de Kíev. A la tardor de 1873, es va traslladar a Sant Petersburg, on va establir contactes directes amb el Cercle Txaikovski i altres grups revolucionaris.
Convertida en bakuninista, va participar en la campanya dels naródniki de la primavera i l'estiu de 1874, en què intel·lectuals russos idealistes van marxar al camp per intentar transformar la pagesia. Detinguda per les autoritats al setembre d'aquell any, va ser tancada a la fortalesa de Sant Pere i Sant Pau a Sant Petersburg. Va ser jutjada quatre anys més tard i condemnada a treballar a les mines de Sibèria durant cinc anys, pena que va ser commutada a deu mesos d'exili a la mateixa regió. Havent escapat el 1881, va ser arrestada de nou i condemnada a quatre anys de treballs forçats a les mines i l'exili interior, impedint-li tornar a la Rússia europea fins a 1896.
Va ser una dels escassos membres del moviment populista que va mantenir la seva fe en la pagesia i la seva reforma després del fracàs de la campanya de 1874.

## Socialrevolucionària
Al començament del segle xx, va reprendre l'agitació revolucionària, associant-se amb Grigori Gerxuni i més tard amb Víktor Txernov, amb els quals va fundar el nou Partit Social-Revolucionari el 1901. Va recórrer el país, seguida de Gerxuni, per demanar el suport dels vells revolucionaris i aconseguir noves afiliacions al partit, i va utilitzar per a això el seu prestigi de veterana revolucionària.
El 1903 va fugir del país, buscada per la policia tsarista; es va establir a Ginebra i va passar a formar part del comitè central del nou partit. L'any següent va assistir al congrés socialista a Amsterdam i es va traslladar als Estats Units per recaptar fons per a l'agrupació política.
Va tornar a Rússia durant la Revolució de 1905 i va assistir al segon congrés camperol a Nijni Nóvgorod, abans de ser novament detinguda el 1907 i retornada a la fortalesa de la capital, on ja havia estat tancada. El 1909 va ser jutjada i condemnada a l'exili siberià; va tractar en va d'escapar el 1913 i se la va castigar amb l'aïllament carcerari. En total va passar vint anys a Sibèria.

## Les revolucions del 1917

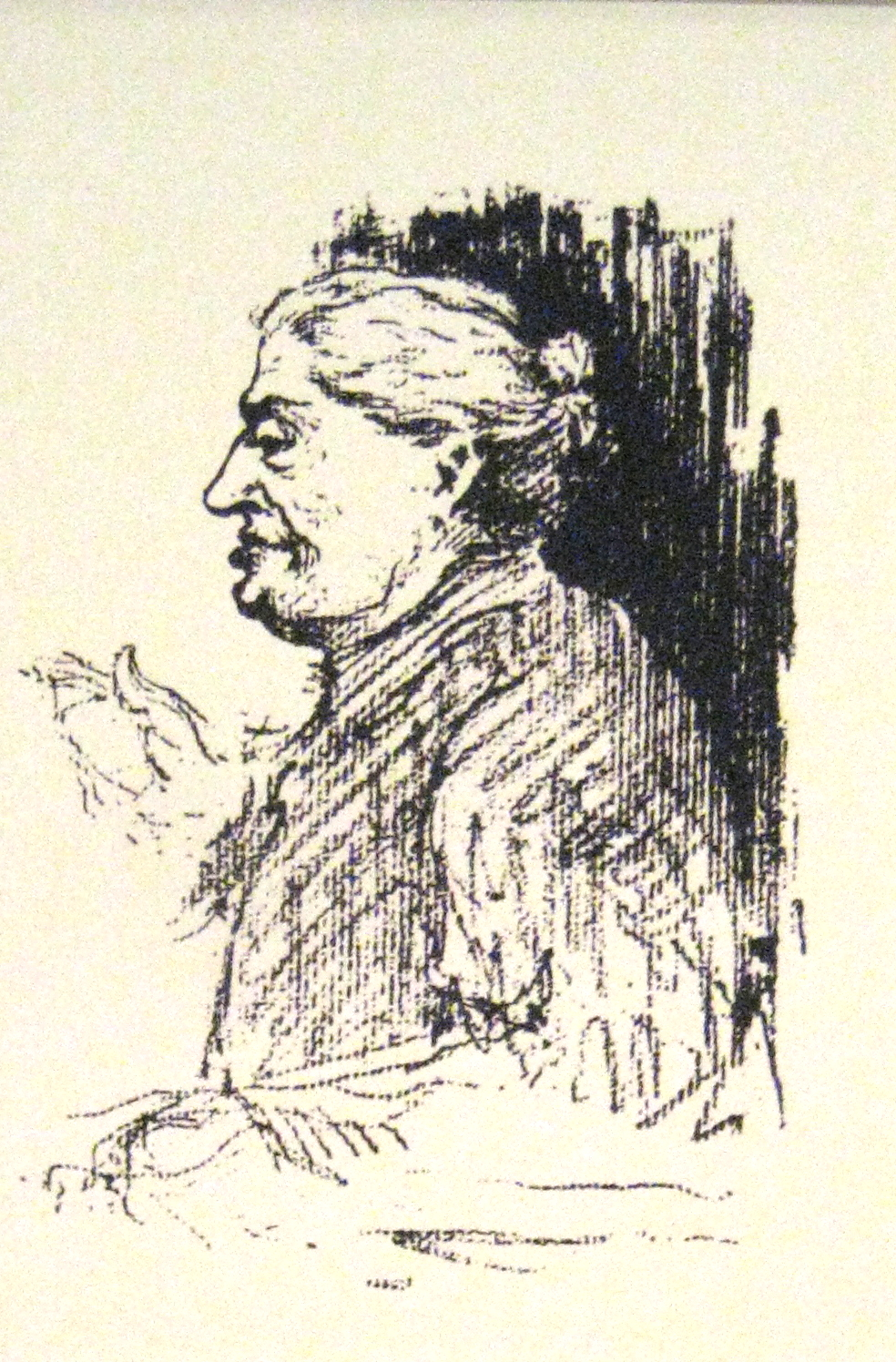
Caricatura de Breixko-Breixkóvskaia por Artsibúixev durant la Conferència Estatal de Moscú de l'estiu del 1917

Va conèixer Aleksandr Kèrenski durant el seu segon exili a Sibèria, i es convertí en una de les seves defensores. El mateix Kèrenski va organitzar el seu retorn a Europa després de la revolució de febrer. Seguí llavors a Sibèria, juntament amb altres destacats membres del partit, com Avram Gots o Maria Spiridónova.
En el període del Govern Provisional Rus, Breixko-Breixkóvskaia va destacar com una dels principals membres de l'ala més dretana del partit, finançant el diari Naródnaia Vólia ('La voluntat del poble') i donant suport fermament i activa al govern. Com altres antics revolucionaris, Breixko-Breixkóvskaia va convertir el seu anterior suport a les idees populistes en nacionalisme i en un cert paneslavisme antialemany. Va finançar el diari conservador del partit amb abundants fons recaptats per admiradors nord-americans i va donar suport a accions per mantenir l'esforç bèl·lic del país.
Adversària ferotge dels bolxevics, als quals considerava agents alemanys, i de les postures de la fracció esquerra dels socialrevolucionaris, va anar quedant aïllada en la formació. Va defensar amb vehemència el manteniment de l'aliança amb França i el Regne Unit i la continuació de la guerra fins a la victòria. La seva influència real era escassa, malgrat el seu prestigi com a veterana revolucionària.
A la primavera, se la va triar com a membre del comitè executiu central dels soviets de camperols, dominat pel corrent dretà del partit.

## Oposició als bolxevics i exili
Després de la presa del poder per Lenin a la Revolució d'Octubre, es va embrancar en la preparació de l'Assemblea Constituent Russa i, després de la seva dissolució pels bolxevics, va donar suport al govern antibolxevic del Komutx; es va traslladar a la seva seu a Samara en l'estiu de 1918; al setembre de 1918, va participar com a membre de la Unió per la Regeneració de Rússia en la conferència d'Ufà, que va reunir diverses autoritats antibolxevics i va portar a la formació de l'efímer Directori d'Omsk. Va tornar als Estats Units per recaptar fons i va carregar al Senat el 1919 contra Lenin i els seus partidaris.
Va romandre exiliada a Rutènia, llavors part de la nova República txecoslovaca, gestionant dues escoles.
Va morir el 1934 a Txecoslovàquia. El president del país, Tomáš Garrigue Masaryk, va enviar una corona al funeral. Aleksandr Kerenski i Víktor Txernov van assistir al seu funeral. El seu fill, Nikolai Breixko-Breixkovski, fou un popular escriptor a principis del segle xx.